# Utvecklingssamtal (film)
Utvecklingssamtal är en svensk kortfilm från 2003, i regi av Jens Jonsson.

## Handling
Handlingen i filmen kretsar kring två samtal: ett där en chef besöker sin anorexisjuka dotter på ett lasarett och det andra där samme chef talar med en problematisk anställd på kontoret han jobbar på.

## Skådespelare
- Alexandra Dahlström – dottern
- Lennart Hjulström – den anställde
- Theresa Jäderström – sjuksköterskan
- Sten Ljunggren – chefen

## Priser och utmärkelser
På International Short Film Festival i Tammerfors 2004 mottog filmen två priser: publikpriset och ett i kategorin "Grand Prix". Filmen nominerades även till en Guldbagge samma år i kategorin Bästa kortfilm.